# Кушнаренко, Владислав Николаевич
Владислав Николаевич Кушнаренко (20 сентября 1896 года, Владивосток — 29 июня 1964, Мичуринск, Тамбовская область) — советский военачальник деятель, генерал-майор (13 сентября 1944).

## Начальная биография
Владислав Николаевич Кушнаренко родился 20 сентября 1896 года во Владивостоке.
В 1904 году поступил в Хабаровский кадетский корпус, который окончил в 1911 году.

## Военная служба
В 1911 году призван в ряды Русской императорской армии и направлен на учёбу в Николаевское кавалерийское училище в Санкт-Петербурге, после окончания которого в конце 1913 года назначен младшим офицером в 3-й уланский Смоленский полк (3-я кавалерийская дивизия).

### Первая мировая и гражданская войны
С началом Первой мировой войны полк направлен на фронт. В августе 1914 года Кушнаренко в районе города Вормдитт (Восточная Пруссия) получил тяжёлое ранение в правое бедро.
После выздоровления направлен в Сибирский 23-й стрелковый полк в составе 6-й Сибирской стрелковой дивизии, после чего принимал участие в боевых действиях в районе города Сохачев, на реке Стоход и в Галиции на Западном и Юго-Западном фронтах. Во время Октябрьской революции 1917 года В. Н. Кушнаренко был избран командиром Сибирского 23-го стрелкового полка, а в конце ноября — старшим адъютантом и исполняющим обязанности начальника штаба 5-го Сибирского армейского корпуса.
В апреле 1918 года был арестован немцами, после чего находился в тюрьмах городов Кременец, Киев и Чернигов. В декабре был освобождён, после чего работал заведующим продовольственного отдела в Чернигове.
4 июля 1919 года призван в ряды РККА и направлен в 5-ю Украинскую советскую дивизию, которая вскоре была переименована в 56-ю стрелковую. В составе дивизии служил на должностях помощником командира полка, помощником начальника штаба и начальника штаба бригады и принимал участие в боевых действиях на Южном фронте. В районе станицы Кагальницкая был ранен.
В марте 1920 года переведён в штаб 9-й Кубанской армии, где служил на должностях помощника начальника и начальника разведывательного отдела и принимал в боевых действиях против войск под командованием А. И. Деникина, П. Н. Врангеля, Улагаевского десанта, а затем — против бандитизма на Кубани. В районе станицы Тимашевская был контужен.

### Межвоенное время
В сентябре 1921 года назначен на должность начальника разведывательного отдела штаба Северокавказского военного округа, а в мае 1924 года — на ту же должность в штабе Московского военного округа. В 1926 году окончил курсы военно-штабных работников в Москве, а в 1927 году — Высшие академические курсы при Военной академии имени М. В. Фрунзе.
С мая 1929 года В. Н. Кушнаренко служил в IV управлении Штаба РККА, а в апреле 1933 года переведён в Центральный совет Осоавиахима СССР, где назначен на должность начальника сектора, затем — на должность заместителя начальника Управления боевой подготовки, в июле 1940 года — на должность начальника общевойскового отдела Управления боевой подготовки, а в январе 1941 года — на должность помощника инспектора по военной работе Осоавиахима Инспекции пехоты Красной армии.

### Великая Отечественная война
С началом войны находился на прежней должности.
В октябре 1941 года назначен на должность командира 40-й стрелковой бригады, после чего принимал участие в боевых действиях в ходе Битвы за Москву. В декабре в районе города Белёв (Орловская область) был дважды ранен в правую ногу.
По выздоровлении с января 1942 года Кушнаренко служил в Управлении формирования частей и соединений Красной армии ответственным представителем в соединениях, а с февраля 1943 года — старшим инспектором 2-го отдела.
23 мая 1943 года направлен в распоряжение Военного совета Южного фронта, где 30 июня назначен на должность заместителя командира 221-й стрелковой дивизии, после чего принимал участие в боевых действиях в ходе Миусской, Донбасской и Мелитопольской наступательных операций и освобождении городов Мариуполь и Мелитополь. В ноябре дивизия была передислоцирована в район Рогачик, после чего вела оборонительные боевые действия у Большой Белозерки в рамках битвы за Днепр. 30 декабря 1943 года В. Н. Кушнаренко назначен на должность командира этой же 221-й стрелковой дивизии. В январе 1944 года дивизия была передана в состав 1-го Украинского фронта и в марте 1944 года участвовала в ходе Проскуровско-Черновицкой наступательной операции. В июле дивизия была передислоцирована на Карельский фронт, а затем на Ленинградский фронт, где в составе 21-й армии принимала участие в ходе Выборгской наступательной операции.
С января 1945 года в составе Земландской группы войск дивизия под командованием генерал-майора В. Н. Кушнаренко участвовала в ходе Восточно-Прусской, Инстербургско-Кёнигсбергской и Кёнигсбергской наступательных операций.
В мае-июне 1945 года дивизия была передислоцирована в район Баян-Тумена (Монгольская Народная Республика), после чего в ходе в Советско-японской войны 9 августа перешла монгольско-маньчжурскую границу и к 12 августа вышла в район Хайлинь, откуда повернула на юго-восток через Большой Хинган по направлению на Ванъемяо, преследуя отступающие войска противника.

Могила Кушнаренко на Серафимовском кладбище Санкт-Петербурга.

### Послевоенная карьера
В октябре — ноябре 1945 года дивизия была передислоцирована на станцию Харанор, где была расформирована, а генерал-майор В. Н. Кушнаренко назначен на должность командира 292-й стрелковой дивизии (Забайкальско-Амурский военный округ), а в январе 1946 года — на должность командира 94-й стрелковой дивизии.
В январе 1947 года переведён в Инспекцию стрелковых войск Главной инспекции ВС СССР, где назначен на должность инспектора, а в апреле 1948 года — на должность старшего инспектора. В июле 1952 года переведён на должность начальника военной кафедры Мичуринского плодоовощного института.
Генерал-майор Владислав Николаевич Кушнаренко 17 сентября 1956 года вышел в запас. 
Умер 29 июня 1964 года в Мичуринске. Похоронен на Серафимовском кладбище в Санкт-Петербурге.

## Награды[4]
- Орден Ленина (21.02.1945);
- Три ордена Красного Знамени (10.11.1943, 03.11.1944, 15.11.1950);
- Орден Суворова 2 степени (25.08.1944);
- Орден Кутузова 2 степени (19.04.1945);
- Орден Отечественной войны 1 степени (14.10.1945);
- Орден Красной Звезды (18.11.1943);
- Медали;
- Наградное оружие (пистолет «Браунинг»).

## Память
В честь генерал-майора В. Н. Кушнаренко названа улица в Мариуполе.